# アレクサンドル (カリーニン)

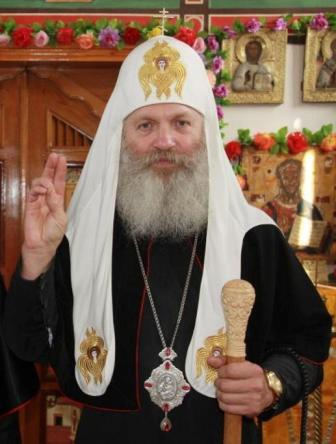

アレクサンドル総主教（露: Александр、アブデイ・ディオミードヴィッチ・カリーニン Авде́й Диоми́дович Кали́нин, 1957年11月25日 - ）はロシア古正教会のモスクワ総主教（2002年3月4日 - ）。ヴォルゴグラード出身。
ノヴォズィプコフ派の聖職者を20世紀後半に多数輩出したことで有名な家系に生まれる。
1986年モスクワ神学アカデミー修了。神学博士候補。
1983年9月1日から13年間にわたってロシア古正教会大主教ゲンナージー (アントノフ)の個人秘書を務める。
1987年1月修道生活に入る。同12月修道司祭となる。